# Sandhi
On nomme sandhi (sanskrit en devanāgarī : संधि, saṃdhi, qui signifie « liaison »), d'après les grammairiens indiens, des modifications phonétiques (le plus souvent des assimilations) qui se produisent à la frontière entre deux mots dans un énoncé ou à la frontière entre deux morphèmes au sein d'un mot.
Lorsque le sandhi concerne le début ou la fin de ce mot, il est dit externe. À l'intérieur, il est interne :
- le sandhi externe s'applique par exemple aux modifications phonétiques subies par la finale (terminaison le cas échéant) d'un mot en fonction de la nature de la première lettre du mot lui succédant. Ainsi, en français, les règles de liaison et d'enchaînement sont des faits ressortissant au sandhi externe ;
- le sandhi interne, répondant parfois à des règles légèrement différentes, s'exerce au sein d'un mot entre ses morphèmes constitutifs, comme entre sa racine, ses préfixes et ses désinences. Par exemple, en turc, la finale -k  passe régulièrement à -ğ quand elle est suivie d'une désinence vocalique : köpek « chien (nominatif) » → köpeğ-i (accusatif).

Le sandhi en sanskrit suit des règles complexes.
Le sandhi peut aussi concerner les tons de mots se suivant. On le nomme alors sandhi tonal.
Enfin, on ne devrait pas confondre le sandhi avec le phénomène de la mutation consonantique, qui n'intervient que dans un contexte syntaxique précis (sémantiquement, c'est un cas particulier de sandhi).